# Otto Schmitt (Erfinder)
Otto Herbert Schmitt (* 6. April 1913 in St. Louis, Missouri; † 6. Januar 1998 in Minneapolis, Minnesota) war ein US-amerikanischer Biophysiker, Mitbegründer der Biomimetik und Professor an der University of Minnesota. 
Er erfand im Bereich Elektronik den nach ihm benannten Schmitt-Trigger, welchen er im Jahr 1934 entwickelte, und die Prinzipien des Chopper-Verstärkers und des Differenzverstärkers. 1953 wurde er Fellow der American Physical Society. Er wurde 1972 mit der John Price Wetherill Medal ausgezeichnet.